# سلطان احمد میرزا
سلطان احمد میرزا، مسن‌ترین فرزند ابوسعید میرزا بود که با مرگ پدرش به حاکم تیموری سمرقند و بخارا از سال ۸۴۸ تا ۸۷۳ خورشیدی تبدیل شد.

## سلطنت

### جنگ‌ها

#### حملاتقراقویونلو
در طول حاکمیت وی او دست‌کم یک حملهٔ تهاجمی قراقویونلو را دفع کرد.

#### حملات بهخراسان
او همچنین چند حمله به خراسان داشت برای این‌که بر خراسان (به مرکزیت هرات) غلبه کند اما از سلطان حسین بایقرا شکست خورد.

#### جنگ‌های داخلی تیموریان
او در جنگ‌های داخلی تیموریان با برادرانش عمر شیخ میرزای دوم و محمود میرزا درگیر شد.

##### جنگ بابابرو مرگ
او هنگامی که داشت برای حمله از فرغانه به بابر که پسر دوازده ساله و جانشین عمرشیخ میرزای دوم بود آماده می‌شد، درگذشت.

### جانشینی
همان‌طور که او دارای فرزند مذکری نبود، حکومت به برادرش محمود میرزا رسید.

## خانواده

### پدر و مادر
- پدر: ابوسعید میرزا
  - پدربزرگ:محمد میرزا
    - پدر پدربزرگ: میران‌شاه
      - پدربزرگ پدربزرگ: تیمور لنگ
        - پدر پدربرگ پدربزرگ: امیر تراغای
        - مادر پدربزرگ پدربزرگ: تکینا خاتون

      - مادربرگ پدربزرگ: منگلی خاتون جاونی قربان

    - مادر پدربزرگ: مهرنوش

  - مادربزرگ: شاه اسلام آغا
- مادر: ملیکا سلطان بیگم

### همسران و فرزندان
- همسر نامعلوم
  - دو پسر، فوت در کودکی.
- مهر نیگر خانوم، دختر یونس خان از مغولستان و همسرش آیسان دولت بیگم
- ترخان بیگم
- قتک بیگم
  - ربیعه سلطان بیگم، شناخته شده با نام کاراگوز بیگم. ازدواج با سلطان محمود خان و سپس با جانی بیگ سلطان ازبک.
  - سلیکه سلطان بیگم، شناخته شده با نام آک بیگم. ازدواج با سلطان مسعود میرزا، پسر سلطان محمود میرزا.
  - آیشا سلطان بیگم، ازدواج با بابر.
  - سلطانم بیگم، ازدواج اول با سلطان علی میرزا پسر سلطان محمود میرزا، ازدواج دوم با تیمور سلطان پسر محمد شیبانی، ازدواج سوم با مهدی سلطان.
- خانزاده بیگم
- لطیف بیگم
- حبیبه سلطان بیگم
  - معصومه سلطان بیگم، ازدواج با بابر.